# Vladislav Listiev
Vladislav Nikolaïevitch Listiev (en russe : Владислав Николаевич Листьев) ou Vlad Listiev, né le 10 mai 1956 à Moscou (Union soviétique) et mort assassiné le 1er mars 1995 à Moscou (Russie), est un journaliste russe,,.

## Biographie
Fils des employés de l'usine électrotechnique Dinamo, Vladislav Listiev nait à Moscou. Son père Nikolaï Listiev se suicide en 1973 à l'âge de quarante-deux ans. Vlad est scolarisé dans une école internat des frères Znamenski parrainée par l'association sportive amateur Spartak située à Sokolniki. Il pratique l’athlétisme dans sa jeunesse et travaille comme moniteur d'éducation physique chez Spartak. Il fait son service militaire obligatoire à la 2e division de fusiliers motorisés de Taman dans l'oblast de Moscou. Il fait ses études à la faculté de journalisme de l'université de Moscou. Diplômé en 1982, il commence sa carrière dans la section internationale du comité d’État de l'URSS à la télévision et radiodiffusion. 
En 1987, il rejoint l'équipe de Vzgliad, l'émission phare de l'époque de glasnost à la Télévision centrale soviétique qu'il anime aux côtés d'Alexandre Lioubimov, Dmitri Zakharov, Alexandre Politkovski, Sergueï Lomakine.

## Meurtre
Le 1er mars 1995, tard dans la soirée, en revenant du tournage du programme Tchas Pik (Rush Hour) Vladislav Listiev est tué par deux inconnus dans la cage d'escalier de son immeuble de la rue Novokouznetskaïa. La première balle touche l'avant-bras droit du journaliste, la seconde l'atteint à la tête. Les objets de valeur et une somme d'argent importante qu'il avait sur lui restent intacts, ce qui permet aux enquêteurs de supposer que le meurtre était lié aux activités commerciales ou politiques de Listiev.
La cérémonie d'adieu a lieu les 2 et 3 mars 1995 dans les locaux d'Ostankino. Le 4 mars 1995, Vladislav Listiev est enterré au cimetière Vagankovo à Moscou.
En Avril 2013, le journaliste, Evgueni Levkovitch sur la plateforme Snob.ru rapporte un entretien avec Konstantin Ernst, le directeur général de la chaîne télévisée Pierviy Kanal, enregistré en 2008 et initialement non destiné à la publication, dans lequel Ernst exprime sa conviction que l'assassinat de Listev a été ordonné par l'entrepreneur et membre du Conseil de la Fédération russe Sergueï Lisovski. Cette information est ensuite publiée par extraits sur Kommersant-online. Bientôt, Konstantin Ernst nie cette déclaration, la qualifiant de provocation.
Le meurtre de Vladislav Listiev est devenu l'un des assassinats les plus notoires des années 1990 et reste non résolu.
Vladislav Listiev est inhumé au cimetière Vagankovo.

## Hommages
L'astéroïde de la ceinture principale (4004) Listiev est nommé en son honneur.
Le 1er mars 2010, la Première Chaîne de télévision et l'Académie russe de télévision ont créé le prix Vlad Listiev, pour la contribution dans le développement de la télévision russe, décerné une fois par an. Le premier lauréat du prix fut le journaliste Leonid Parfionov.